# Jakob Weil
Jakob ben Jehuda Weil aus Weil der Stadt in Württemberg war ein um 1400 lebender und wirkender deutsch-jüdischer Talmudist und Stammvater der gleichnamigen aschkenasischen Familie.
Er schrieb u. a. Sh'chitot u-W'dikot („Schächtung und Untersuchung“, Erstausgabe Prag 1549), ein verbreitetes Handbuch zur Schechita.
Jakob Weil war ein Anhänger der Pilpul-Methode.